# Фердінандо Апап
Фердінандо Апап (29 липня 1992) — мальтійський футболіст, який грає за «Гіберніанс» на позиції захисника.

## Клубна кар'єра
Апап грав у клубному футболі за Гайнсілем, Шеффілд, Мосту, Ксевкія Тайгерс та Вікторію Хотспурз. 1 червня 2019 року він офіційно приєднався до «Гіберніанс», уклавши трирічну угоду.

## Виступи за збірну
У складі національної збірної Мальти дебютував 29 травня 2018 року в товариському матчі з Вірменією, який завершився з рахунком 1:1.
27 вересня 2022 року в товариській грі зі збірною Ізраіля забив гол.

## Титули і досягнення
«Гіберніанс»
- Прем'єр-ліга Мальти : 2021–2022
- Суперкубок Мальти : 2022